# Perkussionszünder
Ein Perkussionszünder ist ein Zündmechanismus, der durch einen mechanischen Schlag oder Stoß aktiviert wird. Bei diesem Zünder wird eine Initialladung, oft bestehend aus einem schlagempfindlichen Explosivstoff wie Knallquecksilber, durch einen mechanischen Impuls zur Detonation gebracht. Diese Initialzündung setzt eine Kettenreaktion in Gang, die schließlich die Hauptladung des Geschosses oder der Granate zur Explosion bringt.
Die Einführung des Perkussionszünders im 19. Jahrhundert stellte einen bedeutenden Fortschritt in der Waffentechnologie dar, da er eine zuverlässigere und wetterunabhängige Zündung ermöglichte. Im Gegensatz zu früheren Zündmethoden, die oft von äußeren Bedingungen beeinflusst wurden, bot der Perkussionszünder eine höhere Zuverlässigkeit und Sicherheit im Einsatz.